# Duke of Cornwall
Le Duke of Cornwall est un ancien Lifeboat de la Royal National Lifeboat Institution (RNLI) reconverti, depuis 1989 en bateau à moteur de plaisance.
Il est classé bateau historique depuis 1996 par le National Historic Ships UK.

## Histoire
Le Duke of Cornall est l'un des 10 modéles de type 52ft MK.II de la Classe Barnett (en) construits entre 1957 et 1960. Ces canots de sauvetage furent conçus par l'architecte naval James Barnett  pour le RNLI pour les stations de sauvetages des côtes du Royaume-Uni et de l'Irlande.
Le Franck Spiller Locke a été réalisé sur le chantier naval Groves & Guttridge de Cowes sur l'Île de Wight. Lancé en 1961 avec l'immatriculation ON 952, il a d'abord servi à la Station de Sauvetage du Cap Lizard à Kilcobben Cove en Cornouailles jusqu'en 1984. Puis il a servi à la Station de sauvetage de Padstow de 1984 à 1989 en tant que canot de réserve CS No 33.
Vendu en 1989, en mauvais état, il a été restauré pour être reconverti à la plaisance.
Son port d'attache actuel est Dartmouth.
Il a participé aux Fêtes maritimes de Brest : Brest 2004 et Brest 2008.